# Архипов, Иван Павлович
Ива́н Па́влович Архи́пов (1839—1897) — химик-технолог, профессор, доктор технологии, организатор высшего технического образования, тайный советник (с 05.04.1887).

## Биография
Происходил из дворян. Родился 1 (13) июня 1839 года в Нижнем Ломове Пензенской губернии. Сын окружного начальника, надворного советника.
Окончил 3-ю московскую гимназию (1856) и физико-математический факультет Московского университета со степенью кандидата (1860) — ученик М. Я. Киттары. В 1862 году был определён преподавателем химии в московское ремесленное училище (с 1868 — Императорское Московское техническое училище); с 1865 года — исполняющий должность профессора химической технологии; с 1868 года — профессор.
В 1865 году был избран действительным членом общества любителей естествознания при Московском университете.
В 1869 году после защиты диссертации «О красящих веществах дербентской морены» получил степень магистра технологии и утверждён доцентом Московского университета по кафедре технической химии, продолжая работать в техническом училище. В 1871 году он принимал деятельное участие в устройстве политехнической выставки в Москве, на безе которой был создан Политехнический музей, а в его составе — технологический отдел во главе с Архиповым. В 1874 году после защиты диссертации «Об ультрамарине» получил степень доктора технологии и утверждён экстраординарным профессором Московского университета по кафедре технологии, которую возглавлял до 1883 года. В годы русско-турецкой войны 1877—1878 гг. он предложил способ изготовления гигроскопической ваты, которая ранее ввозилась из-за границы.
В 1880 году назначен депутатом от ведомства Императрицы Марии для участия в занятиях комитета по канализации Москвы. В период 1880—1883 годов И. П. Архипов был директором Императорского Московского технического училища.
В январе 1883 года И. П. Архипов перешёл на службу в Министерство государственных имуществ и назначен членом Совета министра. В 1884 году назначен также членом особого отделения Учёного комитета министерства народного просвещения по техническому и профессиональному образованию. С 1888 года он состоял председателем Учёного комитета министерства земледелия и государственного имущества. В 1891 году принимал деятельное участие в пересмотре таможенного тарифа.
Почётный член Московского политехнического общества и общества любителей естествознания, антропологии и этнографии; за труды по открытию политехнического музея был награждён золотой медалью общества.
Имел награды до орденов Св. Владимира 2-й степени (02.04.1895) и Св. Анны 1-й степени. С 1881 года — в чине действительного статского советника, с 1887 года — тайный советник.
Умер в Санкт-Петербурге 7 (19) декабря 1897 года.

## Труды
- О красящих веществах дербентской марены : Исслед. И. Архипова. — М. : Унив. тип. (Катков и К°), 1869.
- Речь, произнесенная в торжественном собрании… Технического училища 1873 г. профессором И. Архиповым : [Из истории и практики гор. освещения]. — М. : тип. Моск. ун-та (Катков и К°), 1873.
- Ультрамарин : Опыт исслед. его состава / [Соч.] И. Архипова. — М. : Унив. тип. (Катков и К°), 1874.
- О фальсификации вин / И. Архипов. — СПб. : тип. В. Киршбаума, 1887.